# Haukansaari (ö i Mellersta Österbotten)
Haukansaari är en ö i Finland. Den ligger i sjön Elämäinen och i kommunen Perho i den ekonomiska regionen  Kaustby ekonomiska region  och landskapet Mellersta Österbotten, i den centrala delen av landet, 400 km norr om huvudstaden Helsingfors. Öns area är 0,4 hektar och dess största längd är 110 meter i nord-sydlig riktning.